# Coldplay: A Head Full of Dreams
Coldplay: A Head Full of Dreams è un documentario diretto da Mat Whitecross sulla band britannica Coldplay, che documenta i loro inizi e il loro successo. Il film è stato proiettato per un giorno, il 14 novembre 2018, in alcuni cinema in tutto il mondo ed è stato reso disponibile per lo streaming su Amazon Video due giorni dopo.

## Produzione
Il film documenta la storia della band, dalla loro prima prova in una camera da letto per studenti al loro A Head Full of Dreams Tour. Il film è stato girato per oltre 20 anni da un amico di lunga data del gruppo, Mat Whitecross, ed è stato realizzato dopo che il regista ha diretto il documentario Oasis: Supersonic. In un'intervista con Vulture, Mat Whitecross ha rivelato che il cantante dei Coldplay, Chris Martin, non era entusiasta dell'idea che fosse realizzato un film sulla band. Martin alla fine ha permesso che il documentario fosse realizzato, anche se non era felice di guardare se stesso in un film.

## Distribuzione
I Coldplay hanno annunciato l'uscita del documentario sul loro sito ufficiale il 12 ottobre 2018. Il film è stato distribuito in tutto il mondo in 2.650 sale cinematografiche in oltre 70 paesi per un solo giorno, il 14 novembre 2018. Ha incassato 3,5 milioni di dollari in tutto il mondo, vendendo oltre 300.000 biglietti e ha raggiunto il primo posto al botteghino nei Paesi Bassi, il secondo posto nel Regno Unito, in Australia e in Italia e il quinto posto negli Stati Uniti.
Il film è stato disponibile per lo streaming su Amazon Video due giorni dopo, dopo che tre canzoni dal vivo erano state presentate in anteprima su Amazon Music il 26 ottobre. Il film è anche incluso come DVD nel box: Coldplay, The Butterfly Package (2018).

## Recensioni
Sul sito web di recensioni cinematografiche Rotten Tomatoes, il film detiene una valutazione di approvazione del 67% basata su 6 recensioni e una valutazione media di 6,5/10. Su Metacritic, il film ha un punteggio medio ponderato di 64 su 100, basato su 4 critici, che indica "recensioni generalmente favorevoli".
Peter Bradshaw, scrivendo per The Guardian, ha dato al film tre stelle su cinque e ha scritto "Questo è un ritratto guardabile, anche se blandamente celebrativo e incontrollabile di un'enorme istituzione rock." Phil de Semlyen di Time Out ha dato lo stesso documentario spartito, dicendo "Potrebbe non conquistare gli odiatori, ma questo film-concerto-documentario dei Coldplay racchiude un sacco di storia e spettacolo". Owen Gleiberman era generalmente deluso dal film, scrivendo "Mat Whitecross ha ripreso i Coldplay per 20 anni. Il suo documentario rock caleidoscopico ti mostra molto ma rivela troppo poco della passione pop della band. Anche se sei un fan della band (che io sono), il film potrebbe lasciarti a desiderare."
David Ehrlich di IndieWire ha dato al film un voto B +, dicendo "Mentre nulla nella tua vita può venire facilmente da te come qualsiasi cosa nella vita dei Coldplay sembra essere arrivata da loro, questo documentario delizioso e inaspettatamente stimolante ha un modo divertente di farti capire che i tuoi sogni sembrano più vicini di quanto potrebbero apparire." Ben Travis, scrivendo per Empire, ha dato al film tre punti su cinque, riassumendo così la sua recensione: "Mat Whitecross traccia linee avvincenti tra il passato e il presente dei Coldplay in un documentario tanto colorato e ottimista quanto il suo album omonimo."